# Cosmopolit (biologie)
Cosmopolit este o caracteristică care desemnează orice specie de animal sau plantă, ai cărei indivizi sunt răspândiți pe toate continentele (de exemplu, trestia, ciuful-de-baltă) sau în tot volumul oceanului planetar (de exemplu, delfinul-comun, balena cu cocoașă).